# Foresta nazionale di Umatilla
La foresta nazionale di Umatilla, in inglese Umatilla National Forest, si trova nelle Blue Mountains nella parte nord-orientale dell'Oregon e nella parte sud-orientale dello Stato di Washington e copre un'area di 1,4 milioni di acrei (5700 km2). In ordine decrescente di superficie occupata la foresta occupa parzialmente le contee di Umatilla, Grant, Columbia, Morrow, Wallowa, Union, Garfield, Asotin, Wheeler e Walla Walla. (Le contee di Columbia, Garfield, Asotin e Walla Walla sono nello Stato di Washington, mentre le altre sono in Oregon.) Più di tre quarti della foresta si trova nello stato dell'Oregon. L'ufficio principale per la gestione della foresta si trova a Pendleton. Ci sono, poi, uffici di distretti locali di ranger a Heppner e Ukiah in Oregon e a Pomeroy e Walla Walla nello Stato di Washington.

## Storia umana
La foresta nazionale di Umatilla prende il suo nome dalla parola usata dai nativi americani Umatilla che significa "acqua che si increspa sulla sabbia".  Gli esploratori Lewis e Clark passarono in quest'area nel 1805 tramite il fiume Columbia e Marcus and Narcissa Whitman transitarono nel 1836 per fondare una missione a Wailatpu vicino Walla Walla. In seguito, migliaia di emigranti seguirono la Pista dell'Oregon verso Ovest e molti sono rimasti nella regione della Blue Mountains. La scoperta dell'oro nell'Oregon nel 1851 portò alla colonizzazione dell'area del North Fork John Day River. Più di 10 milioni di dollari in oro e argento vennero estratti e i resti dell'epoca sono ancora visibili nella foresta nazionale. Ci sono richieste di estrazione ancora in corso.
La foresta fu istituita il 1º luglio 1908 mediante l'unione di una parte della Blue Mountains National Forest e di tutta la Heppner National Forest. La foresta nazionale di Wenaha è stata aggiunta il 5 novembre 1920.
La foresta fu interessata dallo School Fire, il più vasto incendio boschivo negli Stati Uniti d'America continentali del 2005.

## Fauna
La fauna comune nella foresta nazionale di Umatilla include alci, pecore delle Montagne Rocciose, orsi neri, capre delle nevi, cervi muli, cervi dalla coda bianca, lupi grigi nordoccidentali, coguari, coyote, tassi argentati, tacchini di Merriam, tacchini selvatici del Rio Grande trapiantati, dendragapus, tetraoni dal collare, galli di Franklin, salmone reale, salmone argentato, trote arcobaleno, trote di ruscello e trote di lago.

## Area naturale
Più del 20% della foresta è classificato come wilderness (area naturale):
- Wenaha–Tucannon Wilderness, 177400 acri (718 km2), si trova a cavallo del confine tra Oregon e Stato di Washington.
- North Fork John Day Wilderness, 121800 acrei (493 km2), si trova nella parte sud-orientale della foresta nazionale e si trova in parte nella vicina Whitman National Forest.
- North Fork Umatilla Wilderness, 20200 acri (82 km2), contiene la stretta valle del North Fork Umatilla River, la sorgente del fiume Umatilla.

## Vegetazione
Uno studio del 1993 dello United States Forest Service ha stimato che l'estensione della foresta vergine nella foresta era di 190741 acrei (77190 ettari).

## Attività ricreative
Le attività ricreative comuni nella foresta includono equitazione, campeggio, escursioni, pesca, caccia, osservazione della fauna selvatica, sci e rafting.
La Spout Springs Ski Area in Oregon e la Bluewood Ski Area nello Stato di Washington operano con un permesso speciale all'interno della foresta. Il Jubilee Lake ha il campeggio più popolare nella foresta.